# Muzeum Małego Miasta w Bieżuniu
Muzeum Małego Miasta w Bieżuniu – muzeum położone przy Starym Rynku w mieście Bieżuń, w woj. mazowieckim, w powiecie żuromińskim. Placówka jest Oddziałem Muzeum Wsi Mazowieckiej w Sierpcu.

## Historia placówki

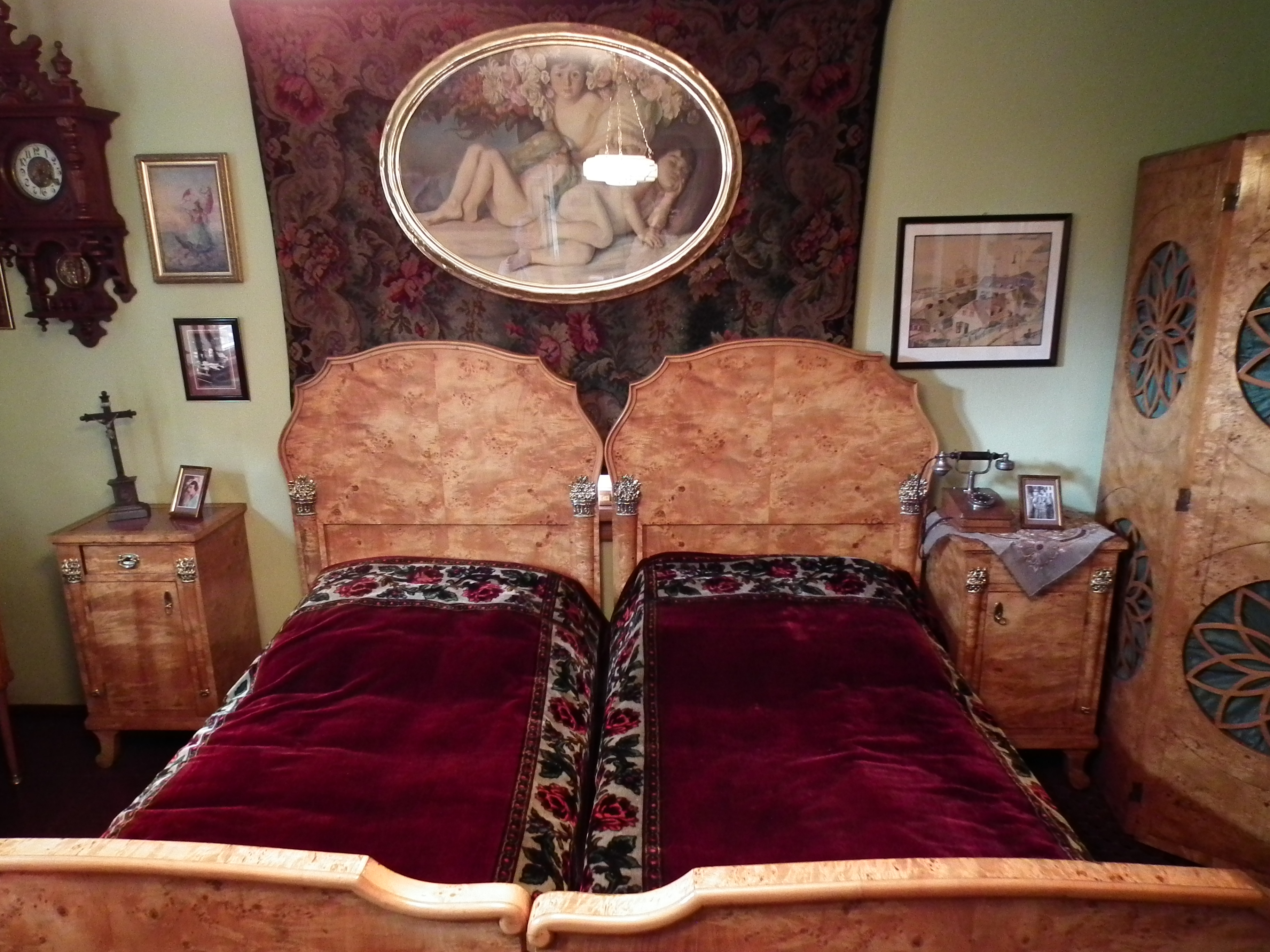
Fragment ekspozycji. Gabinet mieszczański

Muzeum Małego Miasta w Bieżuniu Oddział Muzeum Wsi Mazowieckiej w Sierpcu powstało w 1974 r., z inicjatywy lokalnego działacza społecznego, nauczyciela i poety Stefana Gołębiowskiego jako Muzeum Regionalne. Do twórców koncepcji powołania lokalnego muzeum należy zaliczyć także etnografa i historyka Mariana Przedpełskiego. Od 1986 r., placówka funkcjonowała jako Muzeum Historii i Kultury Materialnej Małego Miasta, natomiast od 1994 r., funkcjonuje pod obecną nazwą jako Muzeum Małego Miasta w Bieżuniu. Jednocześnie w 1993 r., zmieniła się siedziba placówki z budynku przy ul. Zamkowej 2 na budynek przy Starym Rynku 19.
W 2009 r., doszło do przekazania Muzeum Małego Miasta w Bieżuniu przez Urząd Miasta i Gminy Bieżuń pod opiekę Samorządu Województwa Mazowieckiego, co wiązało się z ustanowieniem Muzeum Małego Miasta w Bieżuniu jako Oddziału Muzeum Wsi Mazowieckiej w Sierpcu.

## Ekspozycja i zbiory
W placówce prezentowane są ekspozycje: historyczno-etnograficzne ukazująca dzieje i kulturę z terenu dawnej ziemi płockiej oraz kulturę materialną małego miasteczka z II połowy XIX w. Prezentowane są też wystawy czasowe prac lokalnych twórców oraz sztuki ludowej. Ponadto w Muzeum zdeponowana została spuścizna po Stefanie Gołębiowskim.
Muzeum jest obiektem całorocznym, czynnym z wyjątkiem poniedziałków.

## Dodatkowa działalność
- przy Muzeum działa biblioteka,
- placówka prowadzi działalność wydawniczą, wydaje między innymi: „Bieżuńskie Zeszyty Historyczne”,
- muzeum jest współorganizatorem „Wojewódzkiego Konkursu Poezji im. Stefana Gołębiowskiego”.